# Francesc Xavier Despujol i Alemany-Descatllar
Francesc Xavier Despujol i d’Alemany-Descatllar (Barcelona, 1732 —1809), baró de Montclar, primer marquès de Palmerola, va ser un destacat intel·lectual i polític de Barcelona. Va estudiar filosofia i dret, i va ser catedràtic i rector. Durant la Guerra Gran va defensar Barcelona i va ser president de la Junta de Defensa. Els seus fills el van succeir en els seus títols nobiliaris. El seu epistolari és valuós per entendre la societat barcelonina del seu temps.